# Bitwa pod Adrianopolem (324)
Bitwa pod Adrianopolem – starcie zbrojne, które miało miejsce w roku 324 n.e. w czasie wojny domowej między Konstantynem a Licyniuszem.
W wyniku rozejmu pomiędzy Konstantynem a Licyniuszem po bitwie na równinie Mardii, wojna domowa przycichła na okres kilku lat. W roku 320 stosunki pomiędzy oboma władcami ponownie się popsuły po tym, jak Konstantyn na stanowiska konsulów mianował swoich synów, co było sprzeczne z ustaleniami traktatu. W roku 324 doszło do nowej wojny. Obaj cesarze (według Zosimosa) mieli zgromadzić potężne jak na ten okres siły ponad 120 000 ludzi i kilkaset okrętów. Liczba ta wydaje się zawyżona, cesarze dysponowali jednak bardzo licznymi armiami.
Późną wiosną 324 Konstantyn wyruszył ze swoimi siłami do Tracji, by w czerwcu tego roku założyć obóz w pobliżu Adrianopola nad rzeką Ebros. Naprzeciwko wojsk Konstantyna znajdował się obóz Licyniusza, którego żołnierze zajęli pozycje niedaleko rzeki Tonsos. Po kilku dniach bezczynności z obu stron, Konstantyn niepostrzeżenie ulokował 5000 łuczników oraz 80 konnych na zalesionym wzgórzu. Sam zaś na czele niewielkiego oddziału jazdy przeprawił się przez Ebros, zaskakując przeciwnika i zmuszając go do ucieczki. Wkrótce przez rzekę przeprawiła się reszta jego wojska, która podjęła pościg za uciekającym wrogiem. Pozostałe wojska jazdy wyszły na jego tyły, wywołując w armii Licyniusza panikę. Uciekający żołnierze Licyniusza byli łatwym celem jazdy Konstantyna, która dokonała masakry przeciwnika. Według Zosimosa w rzezi poległo 34 000 ludzi Licyniusza a reszta zbiegła w nieładzie z pola walki. Pokonany wódz wycofał się do Bizancjum, a resztki jego wojsk znalazły schronienie w Azji.